# La-La-La-Lies/The Good's Gone
La-La-La-Lies/The Good's Gone è il nono singolo discografico del gruppo rock britannico The Who, pubblicato nel Regno Unito nel 1966.

## Storia
Nel novembre 1966, la canzone La-La-La-Lies fu pubblicata nel Regno Unito come quarto singolo estratto dall'album My Generation, senza il permesso del gruppo. La decisione fu presa del produttore Shel Talmy, che deteneva i diritti del brano, nel mezzo di una disputa legale con la band, così da entrare in concorrenza diretta con i dischi voluti dai membri del gruppo. Il disco raggiunse la Top 20 in Svezia, ma non riuscì a entrare in classifica nel Regno Unito.
Il brano La-La-La-Lies era la quarta traccia del primo album del gruppo e fu composta da Townshend durante l'estate del 1965 e, secondo l'autore, la canzone: «Non era buona come quella fatta prima insieme a Keith [Moon]. Non è quella che preferisco sull'LP. Mi ricorda un po' Sandie Shaw». In occasione dell'incisione del pezzo, Nicky Hopkins si unì alla band suonando il piano.
I Pooh incisero una cover in italiano del brano, intitolata Ora che cosa farai, nel loro album di debutto del 1966 Per quelli come noi, con il testo di Bruno Pallesi.

## Tracce
Lato A
1. La-La-La-Lies – 2:12 (Pete Townsend)

Lato B
1. The Good's Gone – 2:45 (Pete Townsend)